# فردریک هالندر
فردریک هالندر (آلمانی: Friedrich Hollaender) (زاده ۱۸ اکتبر ۱۸۹۶ - درگذشته ۱۸ ژانویه ۱۹۷۶) آهنگساز فیلم، تئاتر موزیکال و مولف یهودی‌تبار اهل آلمان بود.

## گزیده فیلم‌شناسی
- سابرینا
- مک‌گینتی بزرگ
- چشم و گوش بسته
- شکوفه‌هایی در برادوی